# Lîpîna, Brodî
Lîpîna (în ucraineană Липина) este un sat în comuna Ponîkva din raionul Brodî, regiunea Liov, Ucraina.

## Demografie
Componența lingvistică a localității Lîpîna
     Ucraineană (100%)
Conform recensământului din 2001, toată populația localității Lîpîna era vorbitoare de ucraineană (100%).